# Lorenzo negli stadi - Backup Tour 2013
Lorenzo negli stadi - Backup Tour 2013 è il ventiduesimo album discografico del cantante italiano Jovanotti pubblicato il 19 novembre 2013.

## Il disco
L'album è composto da 2 CD contenenti 34 brani dal vivo registrati durante il Backup Tour - Lorenzo negli stadi 2013 e 2 DVD contenenti video dei concerti e alcune immagini extra (dietro le quinte e prove), file video Full HD e file audio mp3. All'interno è presente anche un libriccino fotografico composto da 96 pagine.

## Tracce
CD 1
1. Trinity
2. Ciao mamma
3. Megamix
4. Mix
5. Gimme Five
6. Non m'annoio
7. Tensione evolutiva
8. Safari
9. Mezzogiorno
10. La mia moto
11. Serenata rap
12. Questa è la mia casa
13. Mi fido di te
14. Gente della notte
15. Piove
16. Tutto l'amore che ho
17. La notte dei desideri
18. Intro
19. Ti porto via con me

CD 2
1. Ora
2. Le tasche piene di sassi
3. Terra degli uomini
4. (Tanto)³
5. Io danzo
6. Muoviti muoviti
7. Una tribù che balla
8. Bella
9. Un raggio di sole
10. Baciami ancora
11. A te
12. Il più grande spettacolo dopo il Big Bang
13. L'ombelico del mondo
14. Ragazzo fortunato
15. Penso positivo
16. Estate (Studio)

DVD 1
1. Lorenzo negli stadi- Backup Tour 2013 - Il concerto diretto da Leandro Manuel Emede e Nicolo Cerioni

DVD 2
1. Backstage LORENZO NEL BACKSTAGE diretto da Leandro Manuel Emede e Nicolo Cerioni
2. Contenuti extra
3. File HD del concerto
4. File mp3 audio

## Formazione
- Jovanotti: voce
- Saturnino: basso, batteria
- Riccardo Onori: chitarra
- Franco Santarnecchi: pianoforte, tastiera, organo Hammond, Fender Rhodes, batteria
- Christian "Noochie" Rigano: tastiera, sintetizzatore, sequencer, programmazione
- Gareth Brown: batteria
- Leonardo Di Angilla: percussioni, batteria
- Glauco Benedetti: tuba
- Marco Tamburini: tromba
- Federico Pierantoni: trombone
- Mattia Dalla Pozza: sassofono

## Singoli
1. Un raggio di sole (2013 Live Version) (8 novembre 2013)

## Classifiche

### Classifiche settimanali
| Classifica (2013) | Posizione massima |
| ----------------- | ----------------- |
| Italia            | 4                 |

### Classifiche di fine anno
| Classifica (2013) | Posizione |
| ----------------- | --------- |
| Italia            | 41        |
| Classifica (2014) | Posizione |
| Italia            | 49        |